# Матата руда
Мата́та руда (Cincloramphus timoriensis) — вид горобцеподібних птахів родини кобилочкових (Locustellidae). Мешкає у Південно-Східній Азії та Австралазії. Виділяють низку підвидів.

## Підвиди
Виділяють десять підвидів:
- C. t. tweeddalei (McGregor, 1908) — північні і центральні Філіппіни;
- C. t. alopex (Parkes, 1970) — острови Бохоль, Себу і Лейте (центральні Філіппіни);
- C. t. amboinensis (Salvadori, 1876) — острів Амбон (Молуккські острови);
- C. t. crex (Salomonsen, 1953) — південні Філіппіни;
- C. t. mindorensis (Salomonsen, 1953) — острів Міндоро;
- C. t. celebensis (Riley, 1919) — Сулавесі;
- C. t. inquirendus (Siebers, 1928) — острів Сумба;
- C. t. timoriensis (Wallace, 1864) — Острів Тимор;
- C. t. muscalis (Rand, 1938) — південь Нової Гвінеї;
- C. t. alisteri (Mathews, 1912) — північ і схід Австралії.

## Поширення і екологія
Руді матати мешкають на Філіппінах, в Індонезії, Східному Тиморі, Папуа Новій Гвінеї та Австралії. Вони живуть на пасовищах, на луках, зокрема на заплавник, на болотах, на морських узбережжях, в садах і на полях.